# Capitani
A capitani a középső perm földtörténeti kor három korszaka közül az utolsó, amely 265,1 ± 0,4 millió évvel ezelőtt (mya) kezdődött a wordi korszak után, és 259,1 ± 0,5 mya ért véget a késő perm kor wuchiapingi korszaka előtt.

## Meghatározása
A Nemzetközi Rétegtani Bizottság meghatározása szerint a kunguri emelet alapja (a korszak kezdete) a Jinogondolella postserrata konodontafaj megjelenésével kezdődik. Az emelet tetejét (a korszak végét) a Clarkina postbitteri konodontafaj megjelenése jelzi.

## A capitani kihalás
A capitani végén jelentős kihalási hullám söpört végig az élővilágon, ami már a tízmillió évvel későbbi sokkal nagyobb perm–triász kihalási esemény előszele lehetett. A legutóbbi elméletek szerint a perm-triász kihalás több mint tízmillió éven keresztül zajlott, és két kihalási csúcsa volt, amelyek közül a korábbi a capitani idején jelentkezett.
A középső perm végén zajlott kihalást legalább részben földrajzi változások okozhatták: például az északi vizek csendes-óceáni régiójában csaknem teljesen kipusztultak a pörgekarúak, miután a Pangea őskontinens egy részét borító sekély tengerek visszahúzódtak, bezárult a déli és az északi óceánt összekötő sino-mongol tengeri csatorna és átalakult az óceáni vizek globális cirkulációjának rendszere.
A Kamura-eseménynek is nevezett capitani kihalás oka Kjúsú ősatolljainak szénizotóp-elemzése alapján a tengervíz hirtelen lehűlése lehetett a kora perm idején kezdődött hosszútávú felmelegedési periódus után.